# Il Guerrin Meschino
Il Guerrin Meschino (também grafado Il Guerin Meschino) é o título de uma obra literária medieval italiana, em oito volumes, que varia entre a fábula e o romance de cavalaria, escrita em torno de 1410 pelo trovador italiano Andrea da Barberino. Sua primeira publicação data de 1473.